# 第百三号哨戒艇
|          |                                 |
| 艦歴     |                                 |
| 発注:    |                                 |
| 起工:    |                                 |
| 進水:    | 1918年3月30日                   |
| 就役:    | 1918年9月10日                   |
| 再役:    | 1943年4月1日（日本海軍）        |
| その後:  | 1945年1月12日に戦没             |
| 除籍:    | 1945年3月10日                   |
| 性能諸元 |                                 |
| 排水量   | 基準：980t                      |
| 全長     | 56.2m                           |
| 水線長   | 55.0m                           |
| 全幅     | 10.08m                          |
| 吃水     | 2.7m                            |
| 機関     | レシプロエンジン 1基1軸 1,400hp |
| 燃料     | 重油275t                        |
| 速力     | 13kt                            |
| 航続距離 | 10ktで1,400海里                 |
| 乗員     | 定員105名                       |
| 兵装     | 8cm単装高角砲 2基 爆雷48発      |

第百三号哨戒艇（だいひゃくさんごうしょうかいてい）とは、大日本帝国海軍の鹵獲艦艇の一つ。元はアメリカ海軍の掃海艇フィンチ (USS Finch (AM-9)) 。

## 概要
1942年（昭和17年）4月11日、フィリピンのマニラ湾ギャビテ港で日本軍の攻撃により撃沈。マニラの第百三海軍工作部が浮揚修理した。

## 艇歴
- 1918年9月10日 スタンダード造船会社でアメリカ海軍ラップウィング級掃海艇Finch（AM9）として竣工
- 1942年4月11日 マニラ湾ギャビテ港で日本軍の攻撃により沈没
- 1942年5月 浮揚、マニラの日本海軍第百三海軍工作部が修理
- 1943年4月1日 第百三号哨戒艇と命名[3]、哨戒艇に類別され[4]、本籍を舞鶴鎮守府に定められる[5]。第三南遣艦隊附属に編入[6]。
- 1945年1月12日 ベトナム南部のファンリ沖で、アメリカ海軍空母艦載機の空襲を受け沈没
- 1945年3月10日 帝国哨戒艇籍から除かれる[7]

第百三号哨戒艇長
1. 今里七郎 予備大尉/大尉：1943年4月1日[8] - 1945年3月11日[9]